# 格林菲爾德鎮區 (北達科他州格里格斯縣)
格林菲爾德鎮區（英語：Greenfield Township）是位於美國北達科他州格里格斯縣的一個鎮區。

## 地方資料
格林菲爾德鎮區的面積為90.42平方千米，皆為陸地。根據2020年美國人口普查的數據，當地共有人口84人，而人口密度為每平方千米0.93人。